# Riu Mojave

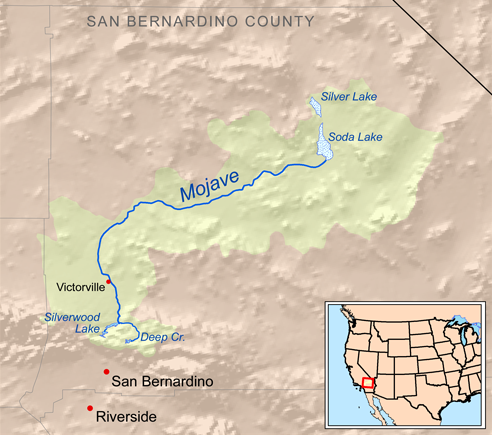
Riu Mojave

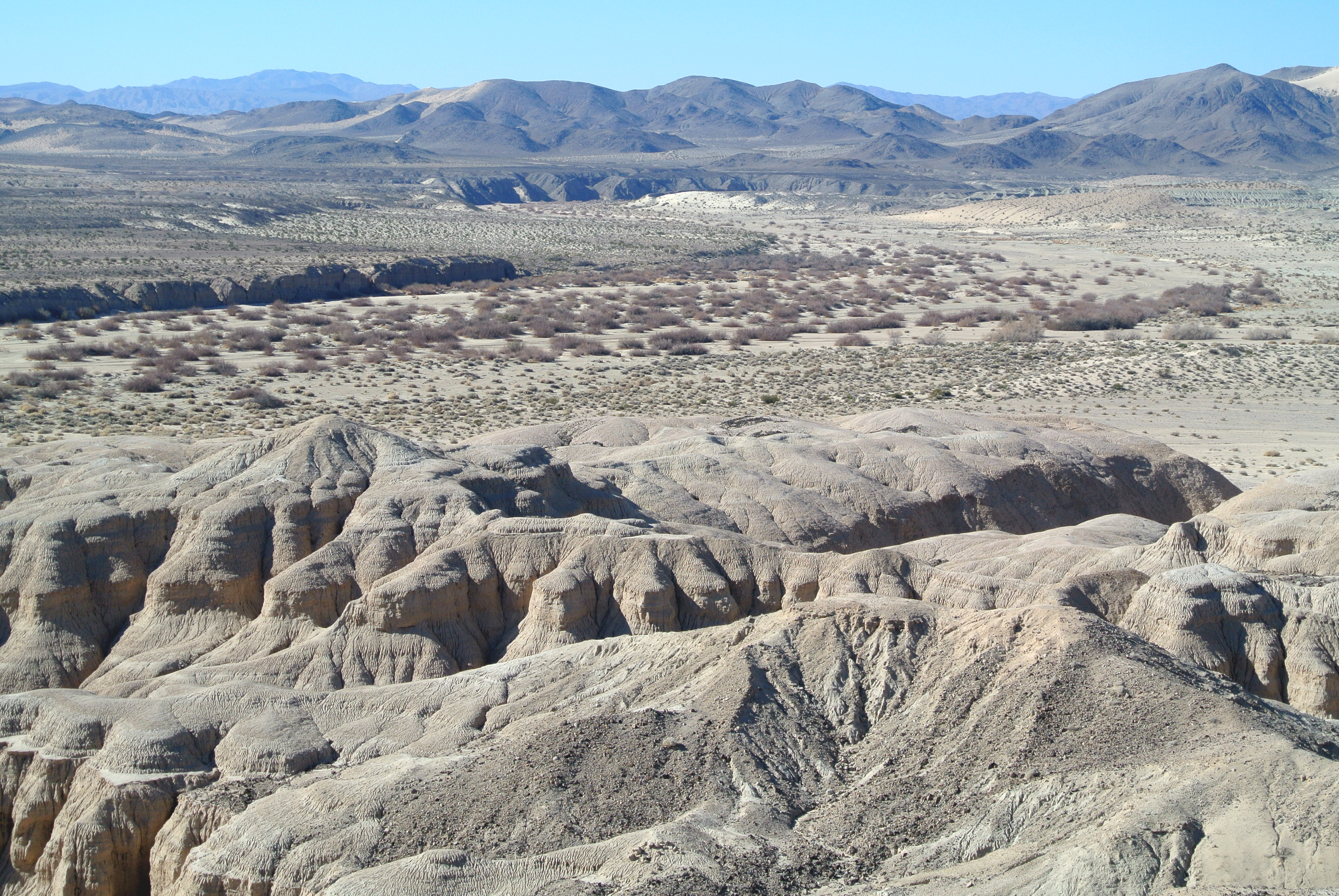

El riu Mojave es troba a l'est de les muntanyes de San Bernardino (on neix a 959 m d'altitud) i el Desert de Mojave al Comtat de San Bernardino a Califòrnia. Desemboca al Llac Soda a 282 m d'altitud. Té una llargada de 180 km. El seu cabal mitjà és d'1,95 m3/segon. Una part del seu curs és en forma de riu subterrani sobretot entre Hesperia, Victorville i Barstow.
Els amerindis serrano habitaven la zona des de feia uns 8.000 anys.

## Ecologia
S'hi troba l'Afton Canyon una zona de preocupació del medi ambient amb zones de vegetació de ribera Hi ha el projecte de controlar les plantes exòtiques introduïdes especialment les del gènere Tamarix i restaurar les plantes típiques de la zona.